# Adriana Lastra
Adriana Lastra Fernández (Ribadesella, 30 de marzo de 1979) es una política española del PSOE, vicesecretaria general de dicho partido entre junio de 2017 y julio de 2022. Es delegada del Gobierno en Asturias desde 2024.

## Biografía
Nacida en la localidad asturiana de Ribadesella, cursó estudios de Antropología Social, aunque no acabó la carrera. A los dieciocho años se afilió a las Juventudes Socialistas de Ribadesella, pasando a ser su secretaria general al año siguiente, en 1999, hasta 2004, cuando es nombrada secretaria de Movimientos Sociales y ONG, y, entre 2008 y 2012, secretaria de Política Municipal de la FSA-PSOE. En las elecciones autonómicas de 2007 fue elegida diputada en la Junta General del Principado de Asturias por la circunscripción oriental, habiendo ejercido como portavoz del Grupo Socialista en la Comisión de Presidencia, Justicia e Igualdad en la legislatura. Fue reelegida en las elecciones autonómicas de 2011 y en las elecciones anticipadas de 2012.
En las elecciones generales de 2015, encabezó la lista al Congreso de los Diputados por el Partido Socialista Obrero Español en el Principado de Asturias, tras ser designada por el Comité Autonómico de la FSA-PSOE y fue elegida diputada.
En las elecciones generales de 2016, encabezó de nuevo la lista al Congreso de los Diputados por el Partido Socialista Obrero Español en el Principado de Asturias y fue reelegida diputada.
Desde el 27 de julio de 2014 hasta octubre de 2016 fue secretaria de Política Municipal del PSOE. El 1 de octubre de 2016 se sometió a votación en el Comité Federal del PSOE (máximo órgano del partido entre congresos) la propuesta de su secretario general, Pedro Sánchez, de celebrar de un Congreso Extraordinario con carácter urgente, que fue rechazada y desencadenó la dimisión de Sánchez, nombrándose una Comisión Gestora para dirigir temporalmente el partido.
Desde su salida de la dirección Lastra expresó su contundente rechazo a la decisión del partido de abstenerse en la investidura de Mariano Rajoy como presidente.
Fue uno de los apoyos determinantes en la decisión de Pedro Sánchez de concurrir a las primarias de 2017 para recuperar el liderazgo del PSOE y jugó un papel esencial en la campaña del candidato, basada en el rechazo al proyecto ideológico del PP y en la importancia de las bases socialistas para recuperar el partido. Tras ser nuevamente elegido Pedro Sánchez como secretario general del partido en dichas primarias, con más del 50% de los votos, se celebró un nuevo congreso del PSOE en el que Lastra fue nombrada vicesecretaria general y mano derecha de Sánchez.
En 2018, tras la elección de Sánchez como presidente del Gobierno, fue nombrada portavoz del Grupo Parlamentario Socialista en sustitución de Margarita Robles, convirtiéndose en la persona más joven en ocupar este cargo en la historia del partido. Fue sustituida por Héctor Gómez Hernández el 8 de septiembre de 2021.
El 18 de julio de 2022 dimitió como vicesecretaria general del PSOE, alegando motivos personales por su embarazo. Sin embargo, años más tarde manifestó haber sido obligada a dimitir por el entonces secretario de Organización del partido, Santos Cerdán.
El 29 de mayo de 2023 fue nombrada vicesecretaria general de Acción Política e Institucional de la Federación Socialista Asturiana. En las elecciones generales del 23 de julio de 2023 fue la cabeza de lista del PSOE al Congreso de los Diputados por Asturias. Revalidó su escaño y, posteriormente, fue nombrada presidenta de la Comisión del Pacto de Estado en materia de Violencia de Género.
En julio de 2024 fue nombrada delegada del Gobierno en Asturias.

## Cargos desempeñados
- Vocal de la Ejecutiva de la FSA (2000-2004).
- Secretaria de Movimientos Sociales y ONG de la FSA-PSOE (2004-2008).
- Diputada en la Junta General del Principado de Asturias (2007-2015).
- Secretaria de Política Municipal de la FSA-PSOE (2008-2014).
- Secretaria de Política Municipal del PSOE (2014-2016)
- Diputada por Asturias en el Congreso de los Diputados (2016-2024).
- Vicesecretaria general del PSOE (2017-2022).
- Portavoz del Grupo Socialista en el Congreso de los Diputados (2018-2021).
- Vicesecretaria General de Acción Política e Institucional de la Federación Socialista Asturiana-PSOE (desde junio de 2023)
- Delegada del Gobierno en la Comunidad Autónoma del Principado de Asturias (desde 2024).